# ترژر
ترژر (انگلیسی: Treasure) شرکت نرم‌افزار ژاپنی است، که در سال ۱۹۹۲ میلادی تأسیس شده است.